# Oberkurzheim
Oberkurzheim là một đô thị thuộc huyện Judenburg trong bang Steiermark, nước Áo. Đô thị Oberkurzheim có diện tích 29,15 km², dân số cuối năm 2005 là 861 người.